# María Teresa Castillo
María Teresa Castillo (15 tháng 10 năm 1908 – 22 tháng 6 năm 2012) là một nhà báo, chính trị gia, nhà hoạt động chính trị, nhà hoạt động nhân quyền người Venezuela. Cô là nhà sáng lập của Caracas Athenaeum, một viện văn hóa dẫn đầu trong việc phổ biến nghệ thuật Caracas. Cô cũng là chủ tịch của Caracas Athenaeum từ năm 1958 đến khi cô mất vào năm in 2012. Là một nhà hoạt động nhân quyền nổi trội, cô cũng đóng một vai trò lớn trong việc thiết lập chương Amnesty International của Venezuela vào năm 1978.